# Rolf Sellgren
Rolf Odhar Mauritz Sellgren (i riksdagen kallad Sellgren i Örnsköldsvik), född 17 januari 1919 i Själevads församling, Västernorrlands län, död där 29 augusti 2009, var en svensk tjänsteman och politiker (folkpartist).
Rolf Sellgren var skeppningsföreståndare och sedan transportplaneringschef vid Mo & Domsjö AB i Örnsköldsvik 1949–1970. Han var också kommunalt verksam i Örnsköldsvik, bland annat som förste vice ordförande i stadsfullmäktige 1967–1970. Han var även aktiv i den lokala pingstkyrkan, där han 1950 blev församlingsäldste.
Han var riksdagsledamot för Västernorrlands läns valkrets 1969–1982 (fram till 1970 i andra kammaren) och var bland annat suppleant i tredje lagutskottet 1969–1970 och ledamot i trafikutskottet 1971–1982. Han engagerade sig särskilt i kommunikationspolitik.